# Jean Troins
Jean Troins, zich noemende Jean Delisle (1662 - Parijs, 15 januari 1712) was een Provençaalse alchemist en oplichter.
Delisle was een simpele smid tot 1705, toen hij beweerde in het bezit te zijn van de steen der wijzen in de vorm van een poeder, dat hij op een ingewikkelde wijze maakte met Lunaria als belangrijkste ingrediënt. Hij gaf een aantal demonstraties in de omgeving. Kringen rond Lodewijk XIV wensten hem naar de hoofdstad te halen, maar Delisle stelde het vertrek voortdurend uit, wat uiteindelijk in 1711 tot zijn arrestatie leidde, om hem zo te dwingen. Tijdens zijn vervoer naar Parijs probeerden zijn bewakers hem te vermoorden, om zo het poeder te bemachtigen. Dit mislukte, maar hij raakte wel gewond. Enkele maanden later stierf hij in de Bastille aan zijn verwondingen. Hij weigerde zijn vrijheid te kopen door het maken van een hoeveelheid goud, zeggende dat hij het poeder niet zoals eerder beweerd zelf kon maken, maar had verkregen van iemand anders, en dat hij door zijn voorraad heen was.